# 1925–1926-os NHL-szezon
Az 1925–1926-os NHL-szezon a kilencedik National Hockey League szezon volt. Az ontariói Hamiltonban játszó Hamilton Tigers a szezon előtt megszűnt, de a liga két új amerikai csapattal bővült - a New York Americansszel és a Pittsburgh Piratesszal. Az Ottawa Senators nyerte meg az alapszakaszt, de a bajnoki döntőben a Montreal Maroons ellen kikapott. A Maroons azután a Stanley-kupa döntőben a Victoria Tigerst verte meg.
A szezon első mérkőzése a Montréal Canadiens és a Pittsburgh Pirates között volt. A meccs első harmadában a Canadiens sztár kapusa, Georges Vézina, összeesett, és többé nem is játszott. Tuberkulózissal diagnosztizálták, és néhány hónappal később bele is halt.

## A liga üzleti változásai
1925. szeptember 22-én jóváhagyta a Hamilton Tigers kitiltását és a New York Americans felvételét. Az Americans leigazolta a hamiltoni játékosokat, és a New York-i Madison Square Gardenben játszotta hazai mérkőzéseit.
Az 1925. november 7-i évi gyűlésen a liga jóváhagyta a Pittsburgh Pirates felvételét. Egyedül az Ottawa Senators szavazott a javaslat ellen. Eddie Livingstone, a volt NHA-beli torontói franchise tulajdonosa, egy rivális liga alapításával fenyegetődzött, és a pennsylvaniai Pittsburghöt említette egy lehetséges franchise székhelyeként. Frank Calder, az NHL elnöke, és a liga vezérigazgatósága gyorsan hozzájárult a Pittsburgh Yellow Jackets felvételéhez; ezután a Yellow Jackets átkeresztelte magát a helyi baseball csapat után. Odie Cleghorn elhagyta a Canadienst és az új csapat játékosedzője lett.
A liga bevezetett egy fizetési maximumot, amely keretében egy csapat összesen legfeljebb 35 000 dollárt fizethetett játékosainak. Lionel Conacher, a Pirates játékosa és Dunc Munro, a Maroons játékosa voltak a legmagasabban fizetett játékosok; fejenként 7 500 dollárt kaptak a szezonra. Billy Burch, aki közben az Americanshoz igazolt, 6 500 dollárt kapott. 6 000-6 000 dollárt kapott Joe Simpson (Americans) és Hap Day (St. Patricks).

## Szabálymódosítások
- Legfeljebb két védekező játékos tartózkodhat a kék vonal mögött.
- Csak a csapatkapitány szólhat a bíróhoz.
- A bíró helyett az időmérő jelzi a harmad végét, haranggal.
- A kapus lábvédője szélességben legfeljebb 30,48 cm (12 inch) lehet.
- A játékos keret legfeljebb 14 játékosból állhat; legfeljebb 12 játékost lehet egy mérkőzésre kinevezni.

## Az alapszakasz
A Pirates kezdte el az NHL-ben a játék folyamán lévő „on-the-fly” játékosváltást.

## Tabella
Megjegyzés: a vastagon szedett csapatok bejutottak a rájátszásba
| National Hockey League | MSz | Gy | V  | D | P  | SzG | KG  | B   |
| ---------------------- | --- | -- | -- | - | -- | --- | --- | --- |
| Ottawa Senators        | 36  | 24 | 8  | 4 | 52 | 77  | 42  | 341 |
| Montreal Maroons       | 36  | 20 | 11 | 5 | 45 | 91  | 73  | 554 |
| Pittsburgh Pirates     | 36  | 19 | 16 | 1 | 39 | 82  | 70  | 264 |
| Boston Bruins          | 36  | 17 | 15 | 4 | 38 | 92  | 85  | 279 |
| New York Americans     | 36  | 12 | 20 | 4 | 28 | 68  | 89  | 361 |
| Toronto St. Patricks   | 36  | 12 | 21 | 3 | 27 | 92  | 114 | 325 |
| Montréal Canadiens     | 36  | 11 | 24 | 1 | 23 | 79  | 108 | 458 |

## Kanadai táblázat
| Játékos       | Csapat               | MSz | G  | A  | P  |
| ------------- | -------------------- | --- | -- | -- | -- |
| Nels Stewart  | Montreal Maroons     | 36  | 34 | 8  | 42 |
| Cy Denneny    | Ottawa Senators      | 36  | 24 | 12 | 36 |
| Carson Cooper | Boston Bruins        | 36  | 28 | 3  | 31 |
| Jimmy Herbert | Boston Bruins        | 36  | 26 | 5  | 31 |
| Howie Morenz  | Montréal Canadiens   | 31  | 23 | 3  | 26 |
| Jack Adams    | Toronto St. Patricks | 36  | 21 | 5  | 26 |
| Aurel Joliat  | Montréal Canadiens   | 35  | 17 | 9  | 36 |
| Billy Burch   | New York Americans   | 36  | 22 | 3  | 25 |
| Hooley Smith  | Ottawa Senators      | 28  | 16 | 9  | 25 |
| Frank Nighbor | Ottawa Senators      | 35  | 12 | 13 | 25 |

## Kapusok statisztikái
| Játékos         | Csapat             | MSz | KG | SO | KGÁ |
| --------------- | ------------------ | --- | -- | -- | --- |
| Alex Connell    | Ottawa Senators    | 36  | 42 | 15 | 1.2 |
| Roy Worters     | Pittsburgh Pirates | 35  | 68 | 7  | 1.9 |
| Clint Benedict  | Montreal Maroons   | 36  | 73 | 6  | 2.0 |
| Charles Stewart | Boston Bruins      | 35  | 80 | 6  | 2.3 |
| Jake Forbes     | New York Americans | 36  | 89 | 2  | 2.5 |

## Stanley-kupa rájátszás
Ez volt az utolsó szezon amelyben nem NHL-tag csapat is játszott a Stanley-kupáért. A szezon elején a Western Canada Hockey League Western Hockey League-re átkeresztelte magát miután az egyik csapat, a Regina Capitals, az Egyesült Államokba költözött. A Capitals új székhelye az oregoni Portland volt, a csapat új neve Portland Rosebuds.
A Victoria Cougars ismét a WHL táblázatának harmadik helyén fejezte be a szezont, és ismét megnyerték a WHL bajnokságot. A szezon után viszont megszűnt a WHL, és az NHL-re maradt a Stanley-kupa.
Ez volt az egyetlen szezon az NHL történelmében amelyben a rájátszásban részt vevő csapatok száma kevesebb volt az alapszakaszban részt vevő csapatok száma felénél.

### NHL Bajnokság

#### Elődöntő
Pittsburgh Pirates vs. Montreal Maroons
| Dátum       | Csapat             | Eredmény | Csapat           | Eredmény | Megjegyzés |
| ----------- | ------------------ | -------- | ---------------- | -------- | ---------- |
| Március 8.  | Pittsburgh Pirates | 1        | Montreal Maroons | 3        |            |
| Március 11. | Pittsburgh Pirates | 3        | Montreal Maroons | 3        |            |

6:4-es összesítésben az Montreal nyerte a sorozatot.

#### Döntő
Montreal Maroons vs. Ottawa Senators
| Dátum       | Csapat           | Eredmény | Csapat          | Eredmény | Megjegyzés |
| ----------- | ---------------- | -------- | --------------- | -------- | ---------- |
| Március 25. | Montreal Maroons | 1        | Ottawa Senators | 1        |            |
| Március 27. | Montreal Maroons | 1        | Ottawa Senators | 0        |            |

2:1-es összesítésben az Montreal nyerte a sorozatot.

### Stanley-kupa döntő
A Stanley-kupa döntőt Montrealban rendezték.
Victoria Cougars vs. Montreal Maroons
| Dátum       | Otthon           | Eredmény | Idegenben        | Eredmény | Megjegyzés |
| ----------- | ---------------- | -------- | ---------------- | -------- | ---------- |
| Március 30. | Victoria Cougars | 0        | Montreal Maroons | 3        |            |
| Április 1.  | Victoria Cougars | 0        | Montreal Maroons | 3        |            |
| Április 3.  | Victoria Cougars | 3        | Montreal Maroons | 2        |            |
| Április 6.  | Victoria Cougars | 0        | Montreal Maroons | 2        |            |

Az öt mérkőzésből álló párharcot (három győzelemig tartó sorozatot) a Montreal nyerte 3:1-re, így ők lettek a Stanley-kupa bajnokok.

## NHL díjak
E szezonban vezették be a Prince of Wales-trófeát. Először a Montréal Canadiensnek adták, jutalmul a győzelemért az első Madison Square Gardenben játszott mérkőzésen. Ezután a terv az volt, hogy ezt adják majd az alapszakasz győztesének, de a már létező O'Brien-trófeát, amit eddig adtak az alapszakasz győztesének, mégsem vonták vissza. Frank Nighbor újra megnyerte a Lady Byng-emlékkupát, másodszorra egymásutánban.
- Hart-emlékkupa - Nels Stewart, Montreal Maroons
- Lady Byng-emlékkupa - Frank Nighbor, Ottawa Senators
- O'Brien-trófea — Montreal Maroons
- Prince of Wales-trófea - Montréal Canadiens (a Madison Square Garden-beli első győzelemért)
- Prince of Wales-trófea - Montreal Maroons (alapszakasz győztesként)

## Debütálók
Itt a fontosabb debütálók szerepelnek, első csapatukkal. A csillaggal jelöltek a rájátszásban debütáltak.
- Wildor Larochelle, Montréal Canadiens
- Albert Leduc, Montréal Canadiens
- Wildor Larochelle, Montréal Canadiens
- Pit Lépine, Montréal Canadiens
- Babe Siebert, Montreal Maroons
- Nels Stewart, Montreal Maroons
- Joe Simpson, New York Americans
- Hec Kilrea, Ottawa Senators
- Roy Worters, Pittsburgh Pirates
- Harold Darragh, Pittsburgh Pirates
- Baldy Cotton, Pittsburgh Pirates
- Lionel Conacher, Pittsburgh Pirates
- Hib Milks, Pittsburgh Pirates

## Visszavonulók
Itt a fontosabb olyan játékosok szerepelnek, akik utolsó NHL-meccsüket ebben a szezonban játszották.
- Georges Vézina, Montréal Canadiens